# Starîi Kovrai, Ciornobai
Starîi Kovrai (în ucraineană Старий Коврай) este o comună în raionul Ciornobai, regiunea Cerkasî, Ucraina, formată numai din satul de reședință.

## Demografie
Componența lingvistică a comunei Starîi Kovrai
     Ucraineană (96,15%)
     Rusă (3,11%)
     Alte limbi (0,52%)
Conform recensământului din 2001, majoritatea populației comunei Starîi Kovrai era vorbitoare de ucraineană (96,15%), existând în minoritate și vorbitori de rusă (3,11%).